# Cassini Regio
För andra betydelser, se Cassini (olika betydelser).
Cassini Regio är ett stort mörkt område som omfattar hälften av Saturnusmånen Japetus' yta. Det är namngivet efter Giovanni Cassini, upptäckaren av månen Japetus. Skillnaden i färg mellan de två hemisfärena är slående. Den framåtriktade är mörk med inslag av rödbrunt, medan den bakre hemisfären och polerna är mycket ljusa. Färgmönstret påminner om en sfärisk yin och yang-symbol. 
Man vet ännu inte vad det är för material som har orsakat detta färgskifte hos Cassini Regio. Japetus låga täthet pekar på att den i första hand består av is med endast ringa mängder stenmaterial. Svärtningen skulle därför kunna vara resultatet av en tidigare kryovulkanism. Förbiflygningar av Voyager 2 1981 och Cassini-Huygens 2004 har dock, trots den senares betydligt mer högupplösta bilder, inte skapat klarhet om fenomenet. Hoppet ställs nu till Cassini när den vid nästa förbiflygning, 2007-09-10, passerar närmare  Jaspetus.

## Möjliga processer
Ett flertal hypoteser om det mörka materialets ursprung har lagts fram. Dess tjocklek är inte känd. Eftersom det inte finns några ljusa nedslagskratrar på den mörka halvan, är täcket antingen mycket tjockt eller ett tunt lager av material, som är helt nytt eller fortlöpande förnyas. Ett meteoritnedslag skulle ha trängt igenom ett tunnare lager och avslöjat ljusare underliggande material.

### Yttre källor
- Det mörka materialet kan vara bildat av organiska föreningar som liknar substanser som hittats i primitiva meteoriter eller på ytan av kometer. Markbaserade observationer har visat att det är kolhaltigt och kan innehålla cyanväte - polymerer.
- Det finns också numera avskrivna förslag till att det mörka materialet kunde härröra från andra Saturnusmånar – materia som har slagits loss från en mindre månes yta av mikrometeoriter och sedan svepts upp av Iapetus' framåtriktade hemisfär.
- Owen (2001) pekar på Titan som källa[1] baserat på att det observerade infraröda spektret passar för en blandning av vattenis, amorft kol och toliner.
- Ett ytterligare förslag (1992) inbegriper beläggning av mörkt material som skapades i efterglöden till förstörelsen av det objekt, som gav upphov till Hyperion, vars oregelbundna form stämmer med att den bildats vid ett våldsamt nedslag[2]. Tvekan råder dock om en sådan händelse kan framkalla en ström av spillror, som kan åstadkomma den fördelning av mörkt material vi ser på Iapetus.

### Interna källor
- Det är möjligt att det mörka materialet kan ha sitt ursprung från någon inre källa, kanske fört till ytan genom en kombination av meteoritträffar och kryovulkanism. Denna “teori” stöds av den synbara koncentrationen av materialet på kratergolv. Eftersom Iapetus ligger långt från Saturnus och borde ha undgått mycket av den uppvärmning andra månar utsattes för under Solsystemets bildning, så skulle Iapetus kunna ha hållit kvar metanis eller ammoniakis i sitt inre, vilken senare erupterade till ytan som kryovulkanisk lava och därefter blev svärtad av solstrålning, laddade partiklar och kosmisk strålning. En mörk ring av material cirka 100 kilometer i diameter, som kantar gränsen mellan Iapetus bägge hemisfärer antyder sådan vulkanism, lik strukturer, vilka har bildats på Månen och på Mars som resultat av vulkaniskt material som flödar in i nedslagskratrar med en central topp.

- En alternativ intern källa kan vara avdunstning of vattenis, som upprepat sublimerar, återfryser och återvärmes tills den når ett ställe där den inte längre kan sublimeras. De mörka områdena kan vara resultatet av en sådan process, eftersom materialet där saknar vatten. Men hypotesen förklarar inte när och hur jämvikt mellan vitt och svart nås.

- Wilson & Sagan (1996) har ytterligare en förklaring. De antar ett ursprungligt, tjockt, mörkt material under ytan, som från början var täckt av ett tunt skikt vattenis på båda hemisfärerna. Nedslagen borde då i första hand erodera den hemisfär som vetter framåt i banan och så småningom exponera det mörka material, som svarar för asymmetrin på Iapetus[3].